# Neophaedimus castaneus
Neophaedimus castaneus är en skalbaggsart som beskrevs av Ma 1989. Neophaedimus castaneus ingår i släktet Neophaedimus och familjen Cetoniidae. Inga underarter finns listade i Catalogue of Life.